# Europamästerskapen i bob och skeleton 2021
Europamästerskapen i bob och skeleton 2021 hölls mellan den 9 och 10 januari 2021 i Winterberg, Tyskland.

## Medaljsummering

### Medaljtabell
*   Värdland ( Tyskland)
| Nr                  | Nation              | Guld | Silver | Brons | Totalt |
| ------------------- | ------------------- | ---- | ------ | ----- | ------ |
| 1                   | Tyskland*           | 3    | 3      | 2     | 8      |
| 2                   | Ryssland            | 2    | 0      | 1     | 3      |
| 3                   | Österrike           | 0    | 1      | 3     | 4      |
| 4                   | Lettland            | 0    | 1      | 0     | 1      |
| Totalt (4 nationer) | Totalt (4 nationer) | 5    | 5      | 6     | 16     |

### Bob
| Gren                | Guld                                                                        | Guld    | Silver                                                              | Silver  | Brons                                                                            | Brons   |
| Tvåmannabob, herrar | Tyskland Francesco Friedrich Thorsten Margis                                | 1.50,08 | Tyskland Johannes Lochner Eric Franke                               | 1.50,75 | Österrike Benjamin Maier Markus Sammer                                           | 1.50,93 |
| Fyrmannabob, herrar | Tyskland Francesco Friedrich Thorsten Margis Candy Bauer Alexander Schüller | 1.48,13 | Österrike Benjamin Maier Sascha Stepan Markus Sammer Kristian Huber | 1.48,89 | Ryssland Rostislav Gaitiukevich Mikhail Mordasov Ilya Malykh Ruslan Samitov      | 1.49,08 |
| Tvåmannabob, damer  | Tyskland Laura Nolte Deborah Levi                                           | 1:53.60 | Tyskland Kim Kalicki Ann-Christin Strack                            | 1:54.02 | Österrike Katrin Beierl Jennifer Onasanya Tyskland Mariama Jamanka Leonie Fiebig | 1.54,39 |

### Skeleton
| Gren   | Guld                         | Guld    | Silver                  | Silver  | Brons                      | Brons   |
| Herrar | Aleksandr Tretiakov Ryssland | 1.52,36 | Martins Dukurs Lettland | 1.52,53 | Alexander Gassner Tyskland | 1.52,57 |
| Damer  | Jelena Nikitina Ryssland     | 1.55,10 | Tina Hermann Tyskland   | 1.55,16 | Janine Flock Österrike     | 1.55,29 |